# TÜV-Verband-Merkblatt
Die TÜV-Verband-Merkblätter (ehemals VdTÜV-Merkblätter) dokumentieren neue technische Entwicklungen und ihre möglichen Gefahren und die Anforderungen, die sich daraus für die TÜV sowie Hersteller und Betreiber ergeben. Sie werden vom TÜV-Verband verfasst. 
In den Merkblättern werden Anforderungen an Materialien oder Bauteile gestellt und systematisch zusammengefasst, die die technische Sicherheit gewährleisten. 
TÜV-Verband-Merkblätter sind wichtig in der Einhaltung von Druckgeräterichtlinien und der Erfüllung des AD 2000-Regelwerks.